# リトル・バード ボクたちの世界大冒険!
『リトル・バード ボクたちの世界大冒険!』（原題：Gus, petit oiseau, grand voyage）は、2014年公開のアニメ映画。